# 500 kilomètres de l'A1-Ring FIA GT 2000
Navigation
Édition précédente Édition suivante
Les 500 kilomètres de l'A1-Ring 2000 FIA GT, disputées le 6 août 2000 sur le circuit de Spielberg, sont la septième manche du championnat FIA GT 2000.

## Course

### Classement de la course
| Pos.   | Catégorie | N° | Écurie                        | Pilotes                                               | Châssis                   | Pneus | Tours/Abandon |
| Pos.   | Catégorie | N° | Écurie                        | Pilotes                                               | Moteur                    | Pneus | Tours/Abandon |
| ------ | --------- | -- | ----------------------------- | ----------------------------------------------------- | ------------------------- | ----- | ------------- |
| 1      | GT        | 25 | Carsport Holland              | Mike Hezemans Tom Coronel                             | Chrysler Viper GTS-R      | M     | 113           |
| 1      | GT        | 25 | Carsport Holland              | Mike Hezemans Tom Coronel                             | Chrysler 8.0L V10         | M     | 113           |
| 2      | GT        | 12 | Paul Belmondo Racing          | Boris Derichebourg Emmanuel Clérico                   | Chrysler Viper GTS-R      | D     | 113           |
| 2      | GT        | 12 | Paul Belmondo Racing          | Boris Derichebourg Emmanuel Clérico                   | Chrysler 8.0L V10         | D     | 113           |
| 3      | GT        | 3  | Freisinger Motorsport         | Gottfried Armin Grasser Wolfgang Kaufmann             | Porsche 911 GT2           | D     | 112           |
| 3      | GT        | 3  | Freisinger Motorsport         | Gottfried Armin Grasser Wolfgang Kaufmann             | Porsche 3.8L Turbo Flat-6 | D     | 112           |
| 4      | GT        | 11 | Paul Belmondo Racing          | Paul Belmondo Claude-Yves Gosselin                    | Chrysler Viper GTS-R      | D     | 112           |
| 4      | GT        | 11 | Paul Belmondo Racing          | Paul Belmondo Claude-Yves Gosselin                    | Chrysler 8.0L V10         | D     | 112           |
| 5      | GT        | 5  | Konrad Motorsport             | Franz Konrad Jürgen von Gartzen                       | Porsche 911 GT2           | D     | 112           |
| 5      | GT        | 5  | Konrad Motorsport             | Franz Konrad Jürgen von Gartzen                       | Porsche 3.8L Turbo Flat-6 | D     | 112           |
| 6      | GT        | 22 | Wieth Racing                  | Niko Wieth Franz Wieth                                | Porsche 911 GT2           | D     | 109           |
| 6      | GT        | 22 | Wieth Racing                  | Niko Wieth Franz Wieth                                | Porsche 3.8L Turbo Flat-6 | D     | 109           |
| 7      | GT        | 1  | Chamberlain Motorsport        | Horst Felbermayr, Sr. Horst Felbermayr, Jr.           | Chrysler Viper GTS-R      | M     | 109           |
| 7      | GT        | 1  | Chamberlain Motorsport        | Horst Felbermayr, Sr. Horst Felbermayr, Jr.           | Chrysler 8.0L V10         | M     | 109           |
| 8      | N-GT      | 57 | ART Engineering               | Fabio Mancini Gianni Collini                          | Porsche 911 GT3-R         | P     | 107           |
| 8      | N-GT      | 57 | ART Engineering               | Fabio Mancini Gianni Collini                          | Porsche 3.6L Flat-6       | P     | 107           |
| 9      | N-GT      | 56 | EMKA GTC                      | Steve O'Rourke Tim Sugden                             | Porsche 911 GT3-R         | P     | 107           |
| 9      | N-GT      | 56 | EMKA GTC                      | Steve O'Rourke Tim Sugden                             | Porsche 3.6L Flat-6       | P     | 107           |
| 10     | GT        | 27 | Autorlando                    | Marco Spinelli Gabriele Sabatini Manfred Jurasz       | Porsche 911 GT2           | P     | 105           |
| 10     | GT        | 27 | Autorlando                    | Marco Spinelli Gabriele Sabatini Manfred Jurasz       | Porsche 3.8L Turbo Flat-6 | P     | 105           |
| 11     | N-GT      | 79 | RWS Red Bull Racing           | Günther Blieninger Hans-Jörg Hofer Hans Willems       | Porsche 911 GT3-R         | M     | 104           |
| 11     | N-GT      | 79 | RWS Red Bull Racing           | Günther Blieninger Hans-Jörg Hofer Hans Willems       | Porsche 3.6L Flat-6       | M     | 104           |
| 12     | N-GT      | 53 | Larbre Compétition Chéreau    | Ferdinand de Lesseps André Ahrlé                      | Porsche 911 GT3-R         | M     | 103           |
| 12     | N-GT      | 53 | Larbre Compétition Chéreau    | Ferdinand de Lesseps André Ahrlé                      | Porsche 3.6L Flat-6       | M     | 103           |
| 13     | N-GT      | 66 | MAC Racing                    | Renato Bicciato Massimo Frigerio Michel Neugarten     | Porsche 911 GT3-R         | D     | 102           |
| 13     | N-GT      | 66 | MAC Racing                    | Renato Bicciato Massimo Frigerio Michel Neugarten     | Porsche 3.6L Flat-6       | D     | 102           |
| 14     | N-GT      | 52 | Larbre Compétition Chéreau    | Christophe Bouchut Patrice Goueslard                  | Porsche 911 GT3-R         | M     | 98            |
| 14     | N-GT      | 52 | Larbre Compétition Chéreau    | Christophe Bouchut Patrice Goueslard                  | Porsche 3.6L Flat-6       | M     | 98            |
| 15 DNF | N-GT      | 77 | RWS Red Bull Racing           | Luca Riccitelli Dieter Quester                        | Porsche 911 GT3-R         | M     | 90            |
| 15 DNF | N-GT      | 77 | RWS Red Bull Racing           | Luca Riccitelli Dieter Quester                        | Porsche 3.6L Flat-6       | M     | 90            |
| 16 DNF | N-GT      | 55 | ART Engineering               | Constantino Bertuzzi Pierangelo Masselli              | Porsche 911 GT3-R         | P     | 78            |
| 16 DNF | N-GT      | 55 | ART Engineering               | Constantino Bertuzzi Pierangelo Masselli              | Porsche 3.6L Flat-6       | P     | 78            |
| 17 DNF | GT        | 7  | Proton Competition            | Gerold Ried Christian Ried                            | Porsche 911 GT2           | Y     | 68            |
| 17 DNF | GT        | 7  | Proton Competition            | Gerold Ried Christian Ried                            | Porsche 3.6L Turbo Flat-6 | Y     | 68            |
| 18 DNF | GT        | 14 | Lister Storm Racing           | Jamie Campbell-Walter Julian Bailey                   | Lister Storm              | M     | 62            |
| 18 DNF | GT        | 14 | Lister Storm Racing           | Jamie Campbell-Walter Julian Bailey                   | Jaguar 7.0L V12           | M     | 62            |
| 19 DNF | GT        | 15 | Lister Storm Racing           | Nicolaus Springer Philippe Favre                      | Lister Storm              | M     | 58            |
| 19 DNF | GT        | 15 | Lister Storm Racing           | Nicolaus Springer Philippe Favre                      | Jaguar 7.0L V12           | M     | 58            |
| 20 DNF | GT        | 4  | Freisinger Motorsport         | Ernst Palmberger Yukihiro Hane                        | Porsche 911 GT2           | D     | 51            |
| 20 DNF | GT        | 4  | Freisinger Motorsport         | Ernst Palmberger Yukihiro Hane                        | Porsche 3.8L Turbo Flat-6 | D     | 51            |
| 21 DNF | GT        | 29 | MMI                           | Jean-Pierre Jarier François Lafon                     | Chrysler Viper GTS-R      | ?     | 47            |
| 21 DNF | GT        | 29 | MMI                           | Jean-Pierre Jarier François Lafon                     | Chrysler 8.0L V10         | ?     | 47            |
| 22 DNF | N-GT      | 50 | Pennzoil Quaker State G-Force | Nigel Smith Magnus Wallinder                          | Porsche 911 GT3-R         | D     | 36            |
| 22 DNF | N-GT      | 50 | Pennzoil Quaker State G-Force | Nigel Smith Magnus Wallinder                          | Porsche 3.6L Flat-6       | D     | 36            |
| 23 DNF | N-GT      | 51 | Pennzoil Quaker State G-Force | Richard Nearn Stéphane Ortelli                        | Porsche 911 GT3-R         | D     | 32            |
| 23 DNF | N-GT      | 51 | Pennzoil Quaker State G-Force | Richard Nearn Stéphane Ortelli                        | Porsche 3.6L Flat-6       | D     | 32            |
| 24 DNF | GT        | 24 | MRT Lamborghini               | Michael Trunk Bernhard Müller                         | Lamborghini Diablo GTR    | M     | 15            |
| 24 DNF | GT        | 24 | MRT Lamborghini               | Michael Trunk Bernhard Müller                         | Lamborghini 6.0L V12      | M     | 15            |
| 25 DNF | GT        | 23 | KRT Lamborghini               | Josef Jobst Günther Kronseder                         | Lamborghini Diablo GTR    | M     | 11            |
| 25 DNF | GT        | 23 | KRT Lamborghini               | Josef Jobst Günther Kronseder                         | Lamborghini 6.0L V12      | M     | 11            |
| 26 DNF | GT        | 21 | Racing Box                    | Luca Cappellari Raffaele Sangiuolo Gabriele Matteuzzi | Chrysler Viper GTS-R      | D     | 104           |
| 26 DNF | GT        | 21 | Racing Box                    | Luca Cappellari Raffaele Sangiuolo Gabriele Matteuzzi | Chrysler 8.0L V10         | D     | 104           |